# The Giants
The Giants е албум от 1974 г., в който участват Оскар Петерсън, Джо Пас и Рей Браун. На наградите Грами за 1978 г., Петерсън печели Наградата за най-добро джаз изпълнение на солист, поради работата си в албума. Той е преиздаден на компактдиск през 1995 г. от Ориджинъл Джаз Класикс.

## Списък на песните
- „Riff Blues“ (Оскар Петерсън) – 4:24
- „Who Cares?“ (Джордж Гершуин, Ира Гершуин) – 6:29
- „Jobim“ (Джо Пас, Петерсън) – 6:29
- „Blues for Dennis“ (Петерсън) – 5:31
- „Sunny“ (Оскар Хамърстийн II, Ото Харбек, Джеръм Кърн) – 4:49
- „I'm Getting Sentimental Over You“ (Джордж Бейсмън, Нед Уошингтън) – 7:22
- „Caravan“ (Дюк Елингтън, Ървинг Милс, Хуан Тицол) – 6:34
- „Eyes of Love“ (Куинси Джоунс, Боб Ръсел) – 6:53

## Персонал
- Оскар Петерсън – пиано
- Джо Пас – китара
- Рей Браун – контрабас

## Класиране
| Година | Класация              | Позиция |
| ------ | --------------------- | ------- |
| 1977   | Билборд – Джаз албуми | 33      |